# Marcelino Galoppo
Marcelino René Galoppo (Freyre, 8 maggio 1970) è un ex calciatore argentino, di ruolo centrocampista.

## Carriera

### Club
Ha giocato principalmente in seconda divisione, ma ha giocato anche nella Primera División argentina con il Deportivo Español e il Platense e nella Premier League scozzese con il Dundee United.
Nella stagione 2007-2008 ha giocato nella S.S. Argentina Arma, squadra imperiese che a fine stagione è stata promossa in Eccellenza.

### Nazionale
Ha rappresentato il suo paese a livello Under-20 e Under-23.